# Сайид Али Бехешти
Сайид Али Бехешти — афганский военный деятель, командир афганских моджахедов.

## Биография
Сайид родился в провинции Бамиан. Получил образование в Ираке и Саудовской Аравии. До Саурской революции занимал должность спикера парламента Афганистана.
В сентябре 1979 году он возглавил Совет исламского согласия, который боролся против коммунистического правительства. С 1984 года у этого Совета начались регулярные столкновения с конкурирующей группировкой Аль-Наср. Примерно в это же время в совете начался раскол. Али Бехешти координировал свои действия с Бурхануддином Раббани. После падения Коммунистического правительства, он вошел в состав нового правительства. После занятия Кабула талибами в 1996 году, он был вынужден покинуть город. О дальнейшей его судьбе сведений нет.